# The Ritz-Carlton, Hồng Kông
The Ritz-Carlton, Hồng Kông (tiếng Trung: 香港麗思卡爾頓酒店, Hương Cảng Lệ Tứ Tạp Nhĩ Đốn Tửu Điếm) là một khách sạn năm sao của Công ty Khách sạn Ritz-Carlton, nằm ở Trung tâm Thương mại Quốc tế, Tây Cửu Long, Hồng Kông.
Khách sạn cung cấp 312 phòng, nằm từ tầng 102 đến 118 của Trung tâm thương mại quốc tế thuộc sở hữu của Sun Hung Kai Properties, khiến nó trở thành khách sạn cao nhất thế giới. Khách sạn có cả quán bar (gọi là Ozone) và hồ bơi nằm trên tầng 118, đây là quán bar và bể bơi cao nhất thế giới, ở độ cao 484 mét (1.588 ft) so với mặt đất.

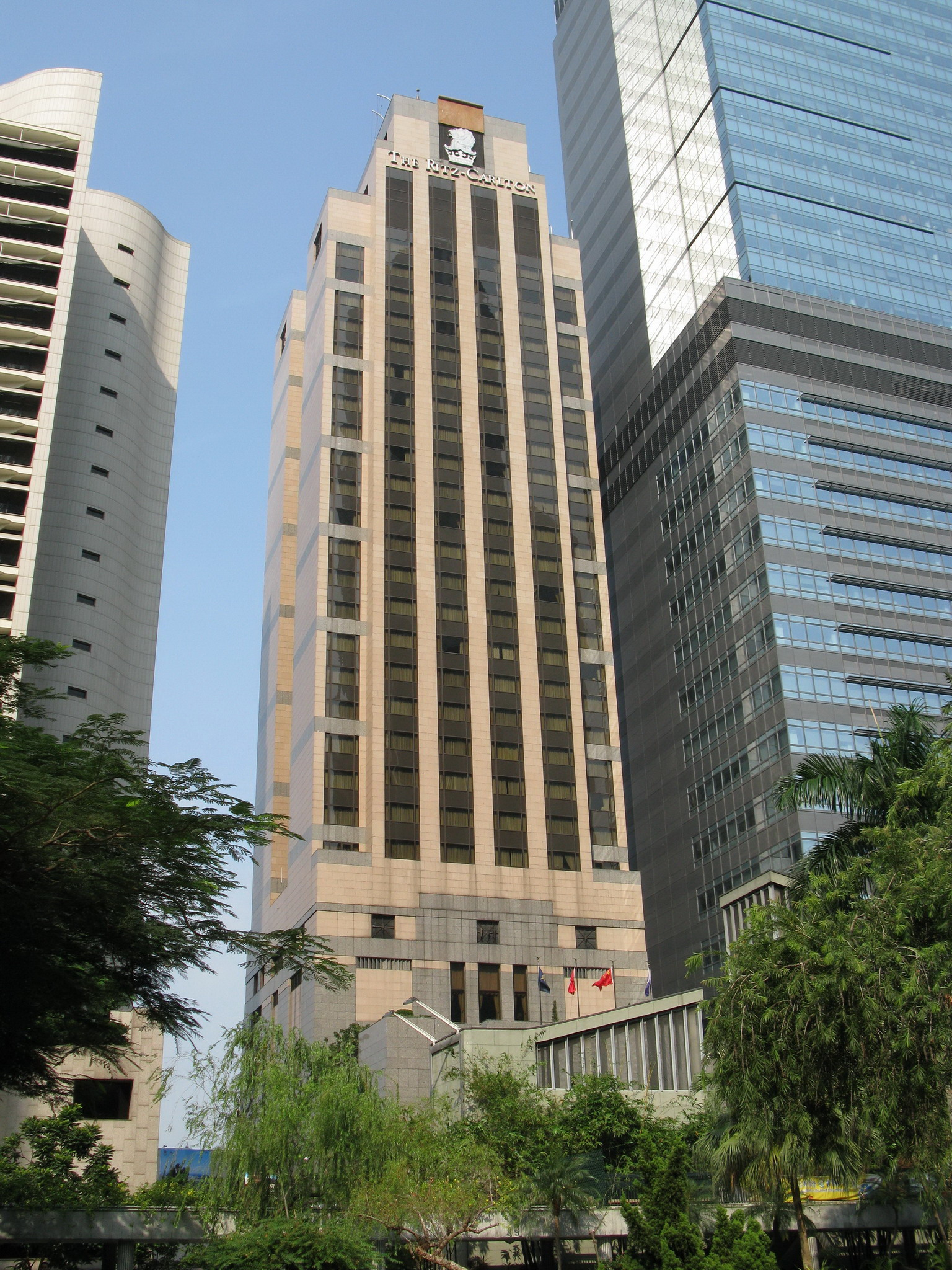
Tòa nhà khách sạn cũ, ở khu Trung tâm, Hồng Kông

The Ritz-Carlton, Hong Kong trước đây được đặt tại khu Trung tâm, Hồng Kông, hoạt động từ năm 1993 đến năm 2008. Nó mở cửa trở lại tại Trung tâm thương mại quốc tế để kinh doanh vào ngày 29 tháng 3 năm 2011. Hệ thống ánh sáng bên trong của nó được thiết kế bởi Nhà thiết kế Sally Storey của Anh.
Phòng Tổng thống có diện tích 366 m2 hay 3.940 foot vuông nằm trên tầng 117. Sảnh đón khách của khách sạn nằm trên tầng 9, nơi khách được tiếp tân chào đón và đưa đến thang máy. Thang máy tốc hành đưa khách lên 425 m (1.394 ft) so với mặt đất trong 50 giây đến sảnh chính trên tầng 103. Cần có thẻ khách để sử dụng thang máy của khách sạn để truy cập vào các phòng khách sạn trên tầng 104 đến tầng 117, hồ bơi và phòng tập thể dục trên tầng 118. Một phòng câu lạc bộ độc quyền cho khách lưu trú trong câu lạc bộ và dãy phòng nằm ở tầng 116 có dịch vụ spa.
Ba nhà hàng, Tosca (nhà hàng Ý), nhà hàng Trung Quốc Tin Lung Heen nằm ở một tầng bên dưới quầy lễ tân ở tầng 102, CAFÉ 103 nằm ở tầng 103.
Tin Lung Heen đã được trao hai ngôi sao Michelin.
Tosca được chủ trì bởi đầu bếp 2 sao Michelin Pino Lavarra. Tosca đã được trao một ngôi sao Michelin chỉ tám tháng sau khi đầu bếp Pino đảm nhận vị trí giám đốc.
Khách sạn đang nhắm mục tiêu tỷ lệ lấp đầy 60%.

## Ảnh

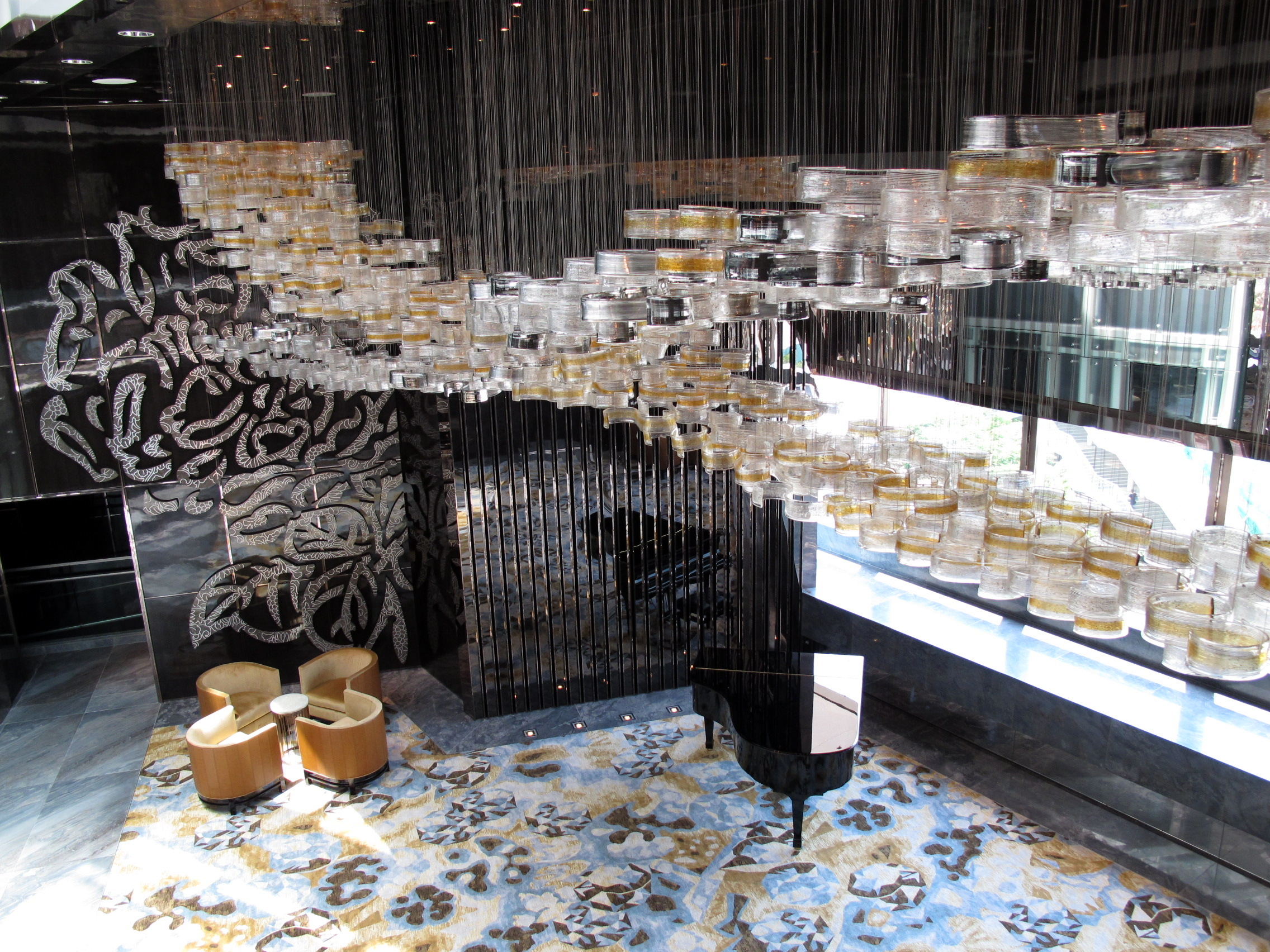
Khu vực mở cấp 7
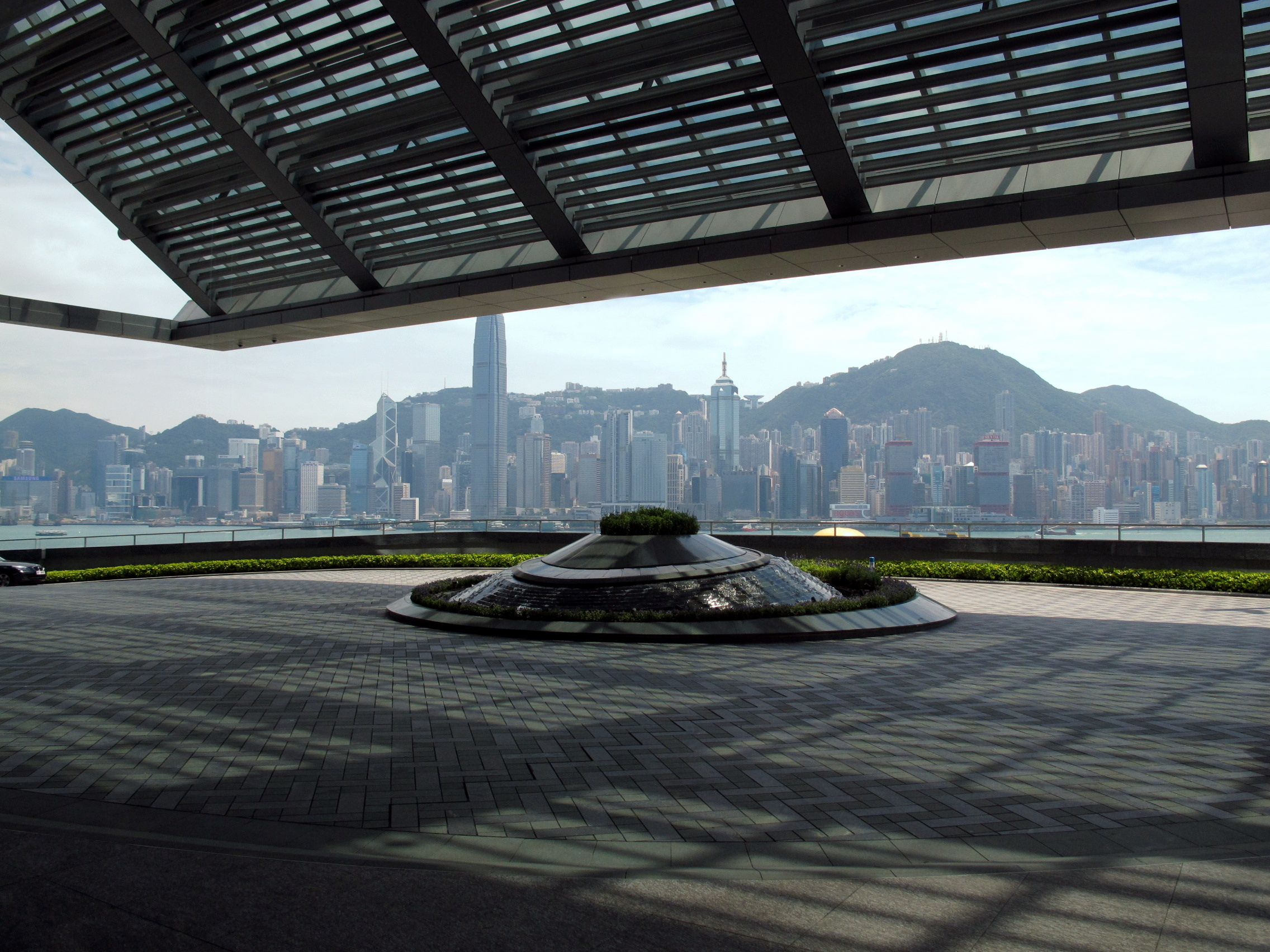
Khu vực đỗ xe bên ngoài
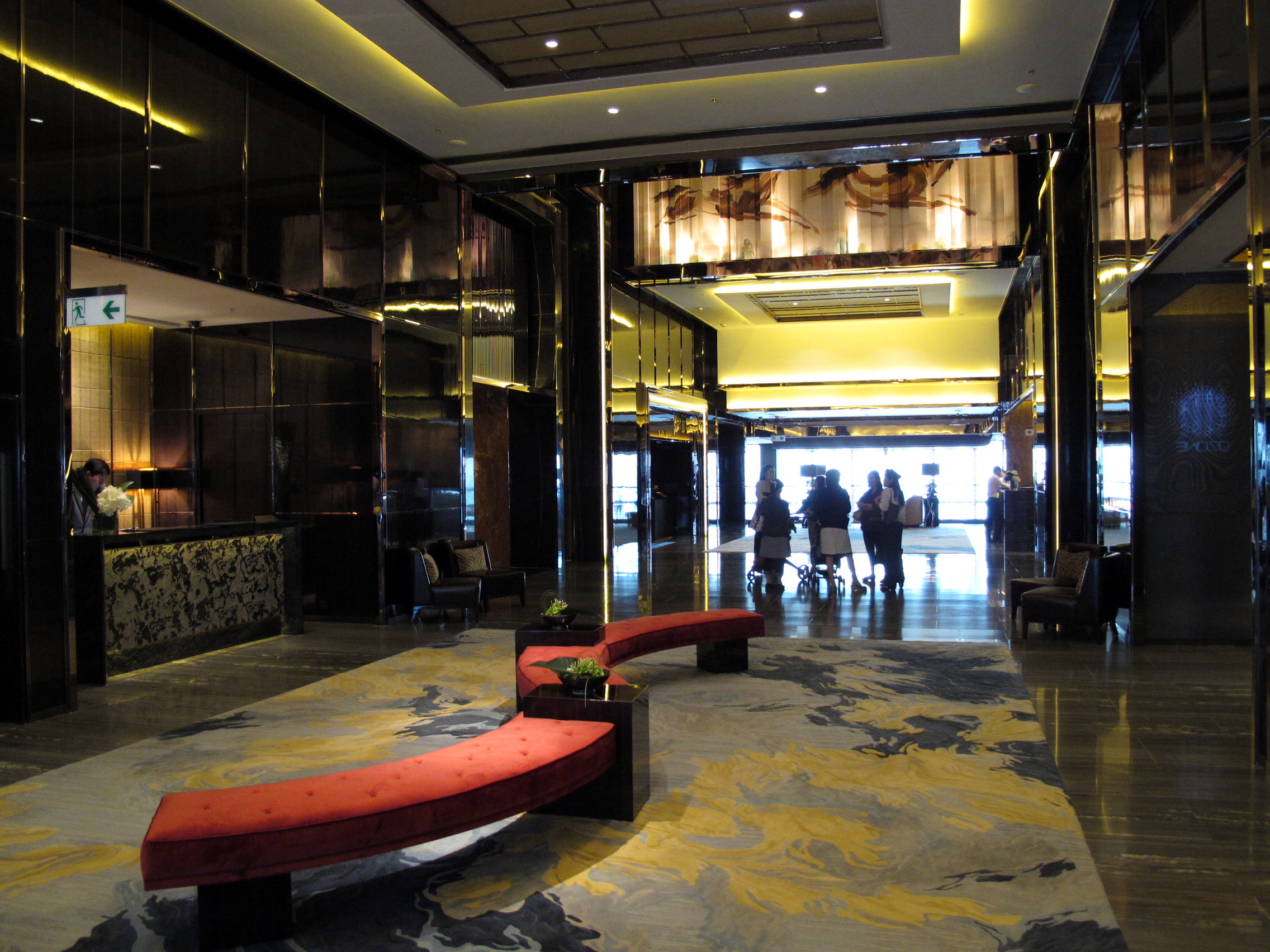
Sảnh trên tầng 103
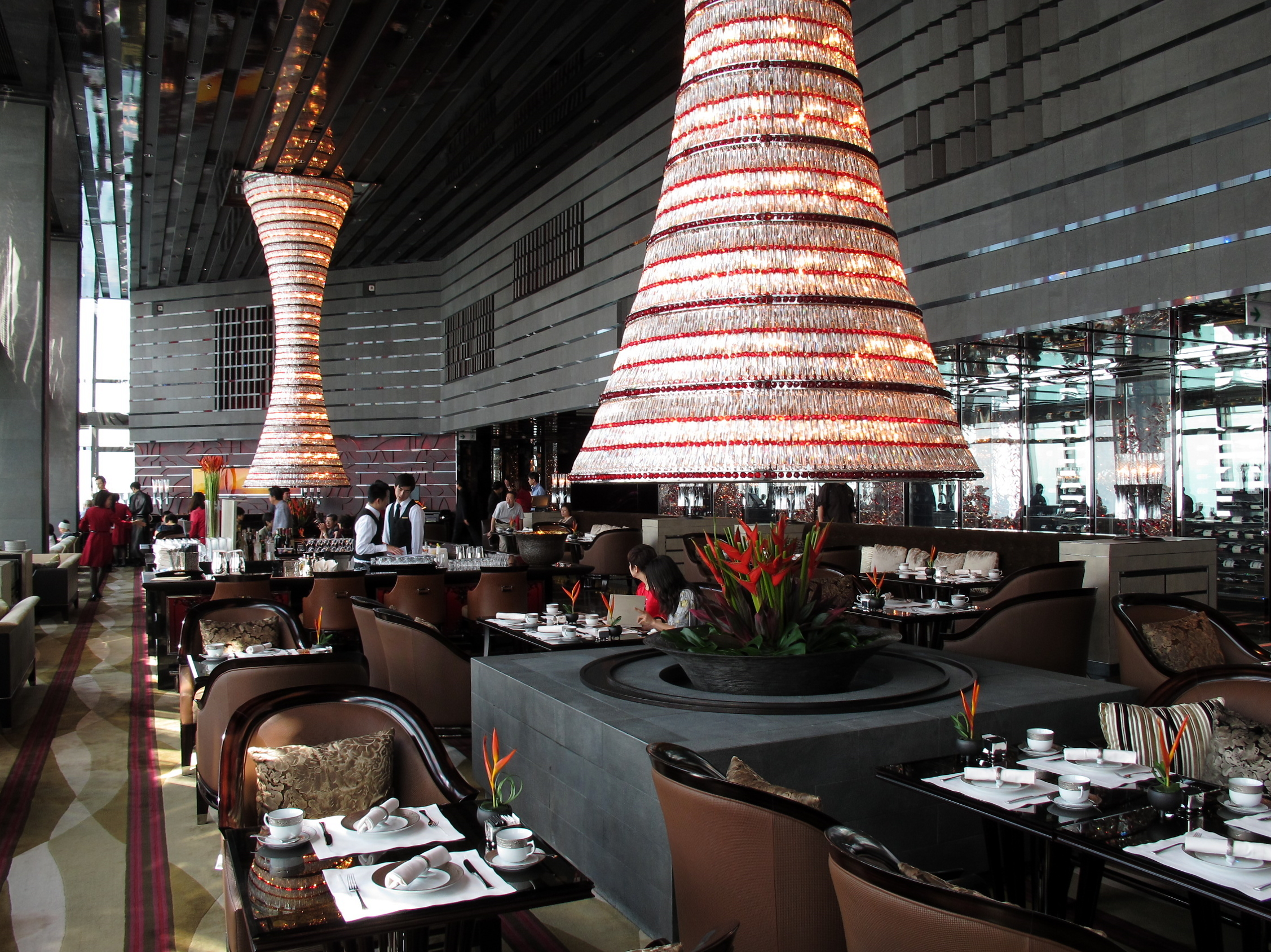
Sảnh & Bar
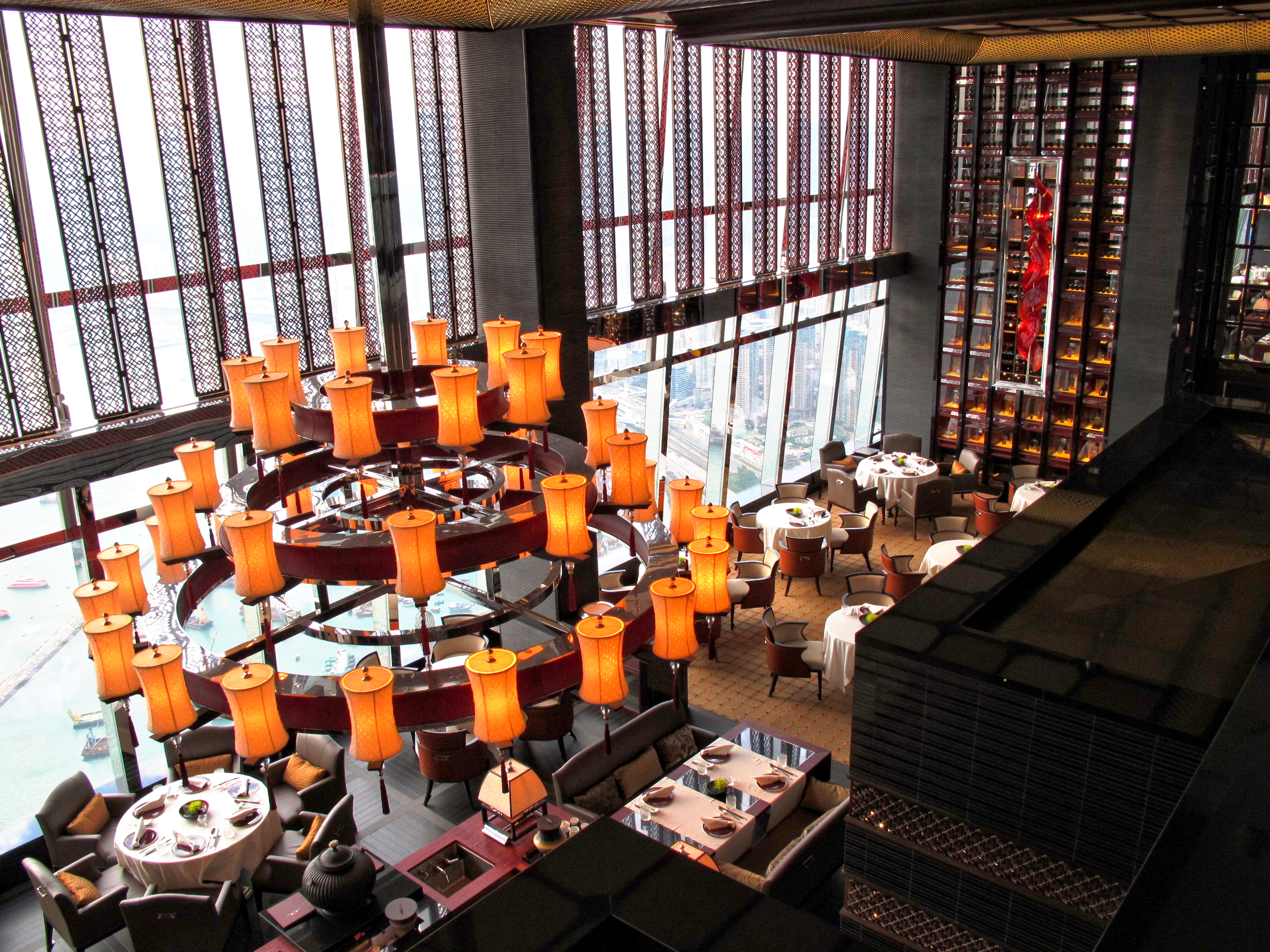
Nhà hàng Trung Quốc Tin Lung Heen